# Слонёнок пошёл учиться
«Слонёнок пошёл учиться» — советский короткометражный кукольный мультфильм режиссёра Ивана Уфимцева 1984 года. Уфимцев снял три фильма о приключениях слонёнка — «Слонёнок пошёл учиться» (1984), «Слонёнок заболел» (1985), «Слонёнок-турист» (1992).

## Сюжет
Герой фильма — маленький Слонёнок, который мечтал учиться и которого мама-слониха отдала в школу, где учились мышата.

## Съёмочная группа
- Автор сценария — Давид Самойлов
- Кинорежиссёр — Иван Уфимцев
- Художник-постановщик — Николай Титов
- Кинооператоры — Александр Виханский, Игорь Дианов
- Композитор — Игорь Космачёв
- Звукооператор — Борис Фильчиков
- Художники-мультипликаторы — Вячеслав Шилобреев, Сергей Косицын
- Куклы и декорации изготовили: Владимир Аббакумов, Павел Гусев, Олег Масаинов, Валерий Петров, Михаил Колтунов, Виктор Гришин, Марина Чеснокова, Сергей Попов, Наталия Гринберг, Владимир Маслов, Наталия Барковская, А. Уткин, Александр Максимов, Александр Беляев, Анна Ветюкова, Семён Этлис
- Редактор — Наталья Абрамова
- Монтажёр — Галина Филатова
- Директор съёмочной группы — Григорий Хмара

## Роли озвучивали
- Всеволод Ларионов — Слонёнок,
- Ольга Аросева — Слониха,
- Елена Санаева — Волчица,
- Георгий Вицин — Кот, Мышонок
- Мария Виноградова, Александра Назарова, Маргарита Корабельникова — мышата,
- Ефим Кациров — учитель Сурок

## Издания
- 2005 год — в мультсборнике «Про мамонтёнка» на DVD. Дистрибьютор: Крупный план.[2]
- 2006 год — в мультсборнике «38 попугаев» на DVD. Дистрибьютор: Крупный план.[3]